# Алтынсайский район
Алтынсайский район (узб. Oltinsoy tumani / Олтинсой тумани) — административная единица в Сурхандарьинской области Узбекистана. Административный центр — городской посёлок Карлук.

## История
Алтынсайский район был образован в 1981 году.

## Административно-территориальное деление
По состоянию на 1 января 2011 года в состав района входят:
- 14 городских посёлков:

1. Ботош,
2. Джобу,
3. Ипок,
4. Карлук,
5. Курама,
6. Марказ,
7. Мармин,
8. Хайрандора,
9. Ходжасаат,
10. Чен,
11. Шакаркамиш,
12. Экраз,
13. Янгиабад,
14. Янгикурилиш.

- 9 сельских сходов граждан:

1. Акалтын,
2. Акарбулак,
3. Алтынсай,
4. Вахшивар,
5. Дугаба,
6. Карлук,
7. Миршаде,
8. Ходжасаат,
9. Чеп.